# Unione italiana lotta alla distrofia muscolare
L'Unione Italiana Lotta alla Distrofia Muscolare (UILDM) è un'associazione nazionale fondata nel 1961 a Trieste da Federico Milcovich per promuovere con tutti i mezzi la ricerca scientifica e l'informazione sanitaria sulla distrofia muscolare e le altre malattie neuromuscolari, e per promuovere e favorire l'integrazione sociale delle persone con disabilità.
È presente in Italia con 77 sezioni, che svolgono un lavoro sociale e di assistenza medico-riabilitativa ad ampio raggio, e presso alcune di esse vengono effettuati vari interventi di riabilitazione, prevenzione e ricerca.
Nel 1990 ha curato la promozione in Italia del Telethon. La sua rivista ufficiale è DM.

## Musica e Letteratura
- i Ladri di Carrozzelle sono un gruppo formatosi a Roma nel 1989 da artisti con disabilità.
- Nel 2002 il cantautore romagnolo Max Arduini scrive il brano Rebus per i radio spot Muscoli di cartone con le voci di Fabrizio Frizzi e di Claudio Bisio in seguito recensito sul trimestrale DM (DM146/147sett/dic 2002).
- La scrittrice Milena Renzi dedica il libro diario "Emma mi vida" alla figlia Emma nata “contro tutto e tutti” nell'ottobre del 2007 e che porta questa dedica: “A mia figlia con la speranza che possa essere una donna libera”. Emma infatti un dono lo ha già avuto, quello di essere sana, e non aver ereditato dalla madre, così come invece è accaduto a Milena, la distrofia muscolare.